# Transición electrónica
En la física y química, una transición electrónica a veces llamada en forma menos precisa salto cuántico, es el cambio en el estado cuántico de un electrón, es decir se produce una transición electrónica cuando se produce un cambio en alguno de los cuatro números cuánticos que definen a un electrón.
Las transiciones electrónicas pueden producirse entre los diferentes niveles electrónicos de un átomo, en cuyo caso se denomina transición electrónica atómica; o entre diferentes niveles electrónicos de una molécula. En este último caso se denomina transición electrónica molecular.
Las transiciones electrónicas son fenómenos discontinuos, un electrón "salta" de un nivel energético a otro con enorme rapidez, usualmente en tiempos menores al nanosegundo, absorbiendo o liberando esta diferencia de energía entre niveles en forma de radiación electromagnética, incluyendo aquella que corresponde al espectro visible. Las absorciones y liberaciones de energía se producen en forma de unidades discretas o cuantizadas llamadas fotones. La estadística de las transiciones electrónicas se ajusta a una distribución de Poisson y el tiempo de decaimiento resulta, en promedio, ajustado a una ecuación exponencial. La constante de tiempo de decaimiento oscila entre los nanosegundos y un par de segundos.